# У1 (Берлин)
У1 је линија Берлинског У-воза. Источни део линије најстарији део берлинског метроа. Отворен је 1902, и саобраћа као уздигнути воз између Варшавсе улице (Warschauer Straße) и Глајсдрајка (Gleisdreieck)
| Име                                    | Станица             |
| -------------------------------------- | ------------------- |
| У1                                     |                     |
| Варшавска улица (Warschauer Straße)    | С3, С5, С7, С75, С9 |
| Шлесишес Тор (Schlesisches Tor)        |                     |
| Герлизер станица (U Görlitzer Bahnhof) |                     |
| Котбусер Тор (Kottbusser Tor)          | У8                  |
| Принценштрасе (Prinzenstraße)          |                     |
| Халешес Тор (Hallesches Tor)           | У6                  |
| Мукернбруке (Möckernbrücke)            | У7                  |
| Глајсдрајк (Gleisdreieck)              | У2                  |
| Курфурстенштрасе (Kurfürstenstraße)    |                     |
| Нолендорфплац (Nollendorfplatz)        | У2, У3, У4          |
| Витенбергплац (Wittenbergplatz)        | У2, У3              |
| Курфурстендам-Ку-дам (Kurfürstendamm)  | У9                  |
| Уландштрасе (Uhlandstraße)             |                     |